# Kuta Rih
Kuta Rih is een bestuurslaag in het regentschap Aceh Tenggara van de provincie Atjeh, Indonesië. Bij de volkstelling van 2010 telde Kuta Rih 1315 inwoners.
De naam van het dorp heeft bekendheid in Nederland door het bloedbad van Kuta Reh dat hier in 1904 werd aangericht door Nederlandse soldaten onder leiding van generaal Van Daalen, waarbij 561 personen vermoord werden.